# Рьолка
Рьолка (рос. Рёлка) — присілок у Лузькому районі Ленінградської області Російської Федерації.
Населення становить 5 осіб. Належить до муніципального утворення Осьминське сільське поселення.

## Історія
Згідно із законом від 28 вересня 2004 року № 65-оз належить до муніципального утворення Осьминське сільське поселення.

## Населення
| 1838 | 1862 | 1930 | 1965 | 1997 | 2007 | 2010 |
| ---- | ---- | ---- | ---- | ---- | ---- | ---- |
| 397  | ↘375 | ↗571 | ↘61  | ↘20  | ↘7   | ↘5   |